# Edgar Rice Burroughs
Edgar Rice Burroughs (Chicago, 1º settembre 1875 – Encino, 19 marzo 1950) è stato uno scrittore statunitense, autore, fra l'altro, del ciclo di romanzi incentrati sulla figura di Tarzan, il personaggio della giungla allevato dalle scimmie che ha alimentato la fantasia dei lettori e degli appassionati di cinema di più di una generazione.

## Biografia
Era il quarto figlio del Maggiore George Tyler Burroughs, imprenditore e veterano della Guerra Civile, e di Mary Evaline Zieger.
Privo di un'istruzione regolare al di là delle scuole dell'obbligo, Burroughs - dopo avere rinunciato alla carriera militare nel 7º Cavalleggeri - comincia a lavorare nella fabbrica del padre.
Successivamente tenta la fortuna in numerosi mestieri: poliziotto ferroviario, minatore, cercatore d'oro, negoziante in un drug-store, venditore di temperini, venditore ambulante di dolciumi, cow-boy e anche contabile, a dimostrazione di una perenne insoddisfazione che era, specie in quegli anni, una sua caratteristica.

### Sotto le lune di Marte

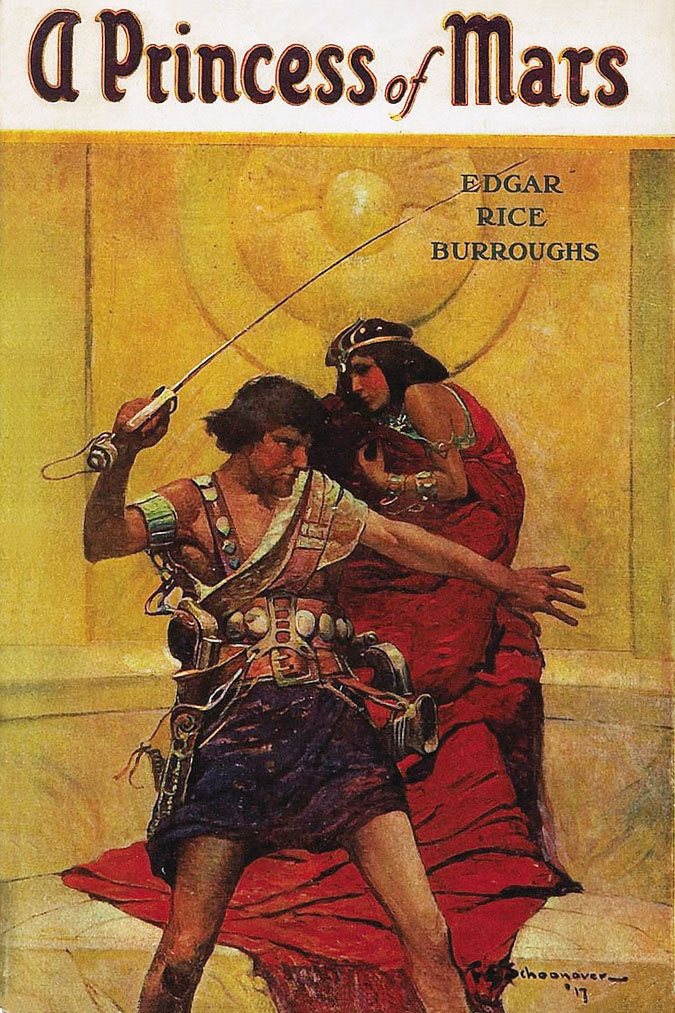
Illustrazione di copertina per il romanzo A Princess of Mars (Sotto le lune di Marte) di Edgar Rice Burroughs, McClurg, 1917.

Nel 1912, amareggiato e sull'orlo del suicidio a causa dei numerosi insuccessi professionali, realizza un romanzo d'avventura di genere fantascientifico: Sotto le lune di Marte (Under the Moons of Mars, pubblicato anche come A Princess of Mars). Neanche stavolta però l'autore è sicuro di sé, tanto che non firma il manoscritto con il proprio nome, ma sceglie lo pseudonimo di Normal Bean ("Tipo Qualsiasi").
Il romanzo, che costituisce il primo libro di una fortunata serie di undici volumi (fino al 1943), narra le avventure vissute sul pianeta Marte dal capitano John Carter; serializzato in sei puntate sulla rivista The All-Story, ottiene un successo immediato e, appunto, imprevisto da parte dell'autore.

### Nasce il re della giungla

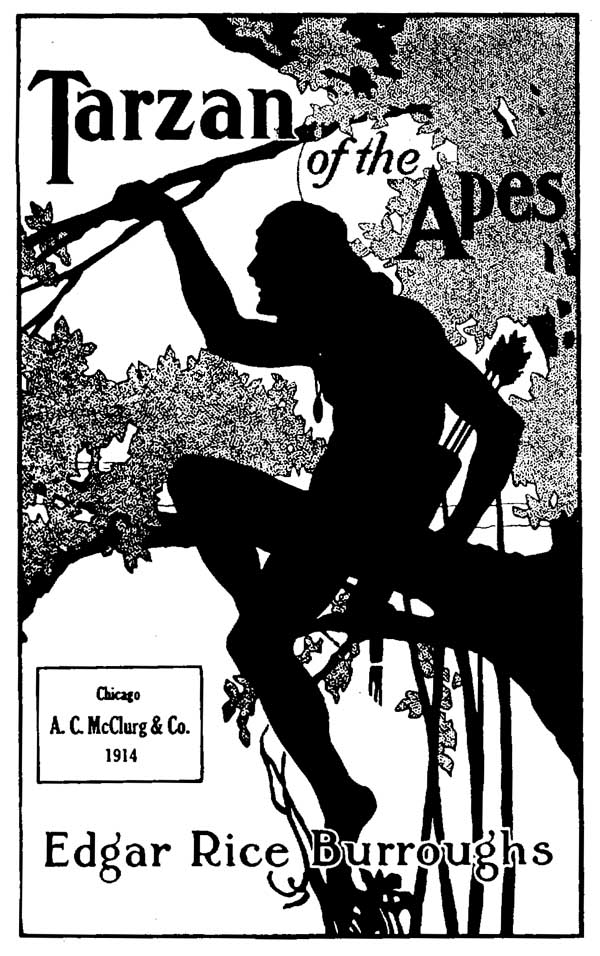
Illustrazione di copertina per Tarzan delle scimmie, 1914

Il vero successo, però, Burroughs lo otterrà allorquando proporrà un nuovo e incredibile personaggio.
Non è passato ancora molto tempo dalla pubblicazione di Sotto le lune di Marte, quando fa la comparsa, sempre su The All-Story, il suo Tarzan delle Scimmie (Tarzan of the Apes), che, pubblicato per la prima volta nel 1914, diviene in breve un clamoroso best seller in tutto il mondo conquistando la fantasia e il favore di un pubblico eterogeneo e di tutte le età. È l'erede di Mowgli, il "figlio dei lupi" ideato da Rudyard Kipling nei suoi due Libri della giungla, sarebbe presto divenuto uno degli eroi più famosi di tutti i tempi, tanto che Burroughs gli dedicherà un ciclo narrativo che conta ventotto libri, tradotti in più di 50 lingue, almeno trenta film e una lunga serie di fumetti, telefilm e cartoni animati.
Stimolato dall'inaspettato successo riscosso dalle sue prime opere, Burroughs continua a scrivere, e nei successivi anni venti e trenta emerge come uno dei più amati e imitati scrittori d'avventura e fantascienza.

### Due città in suo onore
Scrittore quanto mai prolifico (anche se molte volte la critica non è stata molto benevola con lui), Burroughs scrive fino agli ultimi anni di vita, collezionando sempre maggiori successi e pubblicando circa settanta libri che venderanno non meno di duecento milioni di copie in tutto il mondo; la sua fortuna economica crescerà tanto da permettergli di fondare una propria casa editrice, la Edgar Rice Burroughs, Inc., per la pubblicazione dei suoi scritti.
L'incredibile (e apparentemente inesauribile) vena letterario-visionaria di Burroughs ha portato l'autore di Tarzan a una continua ricerca di nuovi territori della fantasia, con la creazione di almeno altri tre importanti filoni: quello del ciclo di Pellucidar (1922-1963) ambientato al centro della Terra e popolato da uomini ancora allo stadio dell'età della pietra; quello della Terra dimenticata dal tempo (del 1918) ambientato su un'isola sperduta dell'oceano Pacifico; e infine quello del cosiddetto Ciclo venusiano, ultimo in ordine di tempo, iniziato nel 1934 con I pirati di Venere (Pirates On Venus).
Burroughs morì nel 1950 a Encino, in California, lasciando ai figli un'eredità di oltre dieci milioni di dollari. Un quartiere di Los Angeles in California e un'area non incorporata in Texas, verranno battezzati rispettivamente Tarzana e Tarzan in onore del suo personaggio più famoso.
Il suo corpo venne cremato e, secondo le sue ultime volontà, le ceneri vennero sparse davanti a un albero lungo il Ventura Boulevard di Tarzana.

## Opere

### Ciclo diBarsoomoMarte
1. La principessa di Marte (Under the Moons of Mars poi A Princess of Mars), serializzato in sei puntate in All-Story da Febbraio a Luglio 1912, firmato come Normal Bean; prima edizione in volume A. C. McClurg & Co., 1917. Traduzione di Giampaolo Cossato e Sandro Sandrelli nel'omnibus John Carter di Marte, Cosmo Serie Oro. Classici della Narrativa di Fantascienza 10, Editrice Nord, 1973[4].
2. Gli dei di Marte (The Gods of Mars), serializzato in cinque puntate in All-Story da Gennaio a Maggio 1913; prima edizione in volume A. C. McClurg & Co., 1918. Traduzione di Giampaolo Cossato e Sandro Sandrelli nel'omnibus John Carter di Marte, Cosmo Serie Oro. Classici della Narrativa di Fantascienza 10, Editrice Nord, 1973[5].
3. Il signore della guerra di Marte (The Warlord of Mars), serializzato in quattro puntate in All-Story da Dicembre 1913 a Marzo 1914; prima edizione in volume A. C. McClurg & Co., 1918. Traduzione di Giampaolo Cossato e Sandro Sandrelli nel'omnibus John Carter di Marte, Cosmo Serie Oro. Classici della Narrativa di Fantascienza 10, Editrice Nord, 1973.
4. Thuvia, fanciulla di Marte (Thuvia, Maid of Mars), serializzato in tre puntate in All-Story Weekly dall'8 al 22 Aprile 1916; prima edizione in volume A. C. McClurg & Co., 1920. Traduzione di Giampaolo Cossato e Sandro Sandrelli nel'omnibus Le pedine di Marte, Cosmo Serie Oro. Classici della Narrativa di Fantascienza 44, Editrice Nord, 1980.
5. Le pedine di Marte (The Chessmen of Mars), serializzato in sette puntate in Argosy All-Story Weekly dal 18 Febbraio al 1º Aprile 1922; prima edizione in volume A. C. McClurg & Co., 1922. Traduzione di Giampaolo Cossato e Sandro Sandrelli nel'omnibus Le pedine di Marte, Cosmo Serie Oro. Classici della Narrativa di Fantascienza 44, Editrice Nord, 1980.
6. La mente di Marte (The Master Mind of Mars), in Amazing Stories Annual vol. 1, anno 1927; prima edizione in volume A. C. McClurg & Co., 1928. Traduzione di Giampaolo Cossato e Sandro Sandrelli nel'omnibus La mente di Marte, Cosmo Serie Oro. Classici della Narrativa di Fantascienza 48, Editrice Nord, 1981.
7. Il guerriero di Marte (A Fighting Man of Mars), serializzato in sei puntate in Blue Book Magazine da Aprile a Settembre 1930; prima edizione in volume Metropolitan Books, 1931. Traduzione di Giampaolo Cossato e Sandro Sandrelli nel'omnibus La mente di Marte, Cosmo Serie Oro. Classici della Narrativa di Fantascienza 48, Editrice Nord, 1981.
8. Le spade di Marte (Swords of Mars), serializzato in sei puntate in Blue Book Magazine da Novembre 1934 ad Aprile 1935; prima edizione in volume Edgar Rice Burroughs, Inc., 1936. Traduzione di Giampaolo Cossato e Sandro Sandrelli nel'omnibus I guerrieri di Marte, Cosmo Serie Oro. Classici della Narrativa di Fantascienza 52, Editrice Nord, 1982.
9. Gli uomini sintetici di Marte (Synthetic Men of Mars), serializzato in sei puntate in Argosy dal 7 Gennaio all'11 Febbraio 1939; prima edizione in volume Edgar Rice Burroughs, Inc., 1940. Traduzione di Giampaolo Cossato e Sandro Sandrelli nel'omnibus I guerrieri di Marte, Cosmo Serie Oro. Classici della Narrativa di Fantascienza 52, Editrice Nord, 1982.
10. Llana di Gathol (Llana of Gathol), Edgar Rice Burroughs, Inc., 1948. Traduzione di Giampaolo Cossato e Sandro Sandrelli nel'omnibus Llana di Gathol, Cosmo Serie Oro. Classici della Narrativa di Fantascienza 55, Editrice Nord, 1982. Fix-up di quattro novelle: 
  - Il morbo antico (The City of Mummies), in Amazing Stories di Marzo 1941.
  - I Pirati neri di Barsoom (Black Pirates of Barsoom), in Amazing Stories di Giugno 1941.
  - Fuga su Marte (Yellow Men of Mars), in Amazing Stories di Agosto 1941.
  - Gli uomini invisibili di Marte (Invisible Men of Mars), in Amazing Stories di Ottobre 1941.
11. John Carter di Marte (John Carter of Mars), postumo, Canaveral Press, 1964. Traduzione di Giampaolo Cossato e Sandro Sandrelli nel'omnibus Llana di Gathol, Cosmo Serie Oro. Classici della Narrativa di Fantascienza 55, Editrice Nord, 1982. Raccolta di due novelle:
  - John Carter e i giganti di Marte (John Carter and the Giants of Mars), in Amazing Stories di Gennaio 1941[6]. Collaborazione non accreditata con John Coleman Burroughs.
  - Gli uomini-scheletro di Giove (Skeleton Men of Jupiter), in Amazing Stories di Febbraio 1943.

### Ciclo diTarzan
1. Tarzan delle Scimmie (Tarzan of the Apes), in All-Story di Ottobre 1912; prima edizione in volume A. C. McClurg & Co., 1914. Traduzione di Vittorio Caselli, Nuova Collana di Avventure per la Gioventù, Bemporad, 1929.
2. Il ritorno di Tarzan (The Return of Tarzan), serializzato in sette puntate in New Story Magazine da Giugno a Dicembre 1913; prima edizione in volume A. C. McClurg & Co., 1915. Traduzione di Vittorio Caselli, Nuova Collana di Avventure per la Gioventù, Bemporad, 1928.
3. Le belve di Tarzan (The Beasts of Tarzan), serializzato in cinque puntate in All-Story Cavalier Weekly dal 16 Maggio al 13 Giugno 1914; prima edizione in volume A. C. McClurg & Co., 1916. Traduzione di Vittorio Caselli, Nuova Collana di Avventure per la Gioventù, Bemporad, 1929.
4. Il figlio di Tarzan (The Son of Tarzan), serializzato in sei puntate in All-Story Weekly dal 4 Dicembre 1915 all'8 Gennaio 1916; prima edizione in volume A. C. McClurg & Co., 1917. Traduzione di Vittorio Caselli, Nuova Collana di Avventure per la Gioventù, Bemporad, 1930.
5. Tarzan e i gioielli di Opar (Tarzan and the Jewels of Opar), serializzato in cinque puntate in All-Story Weekly dal 18 Novembre al 16 Dicembre 1916; prima edizione in volume A. C. McClurg & Co., 1919. Traduzione di Vittorio Caselli, Nuova Collana di Avventure per la Gioventù, Bemporad, 1930.
6. I racconti della giungla di Tarzan (Jungle Tales of Tarzan), A. C. McClurg & Co., 1919. Traduzione di Vittorio Caselli, Nuova Collana di Avventure per la Gioventù, Bemporad, 1931. Raccolta di dodici racconti:
  - "Il primo amore di Tarzan" ("Tarzan's First Love"), in Blue Book Magazine di Settembre 1916.
  - "La cattura di Tarzan" ("The Capture of Tarzan"), in Blue Book Magazine di Ottobre 1916.
  - "Il combattimento per il Balu" ("The Fight for the Balu"), in Blue Book Magazine di Novembre 1916.
  - "Il Dio di Tarzan" ("The God of Tarzan"), in Blue Book Magazine di Dicembre 1916.
  - "Tarzan e il ragazzo negro" ("Tarzan and the Black Boy"), in Blue Book Magazine di Gennaio 1917.
  - "La vendetta dello stregone" ("The Witch-Doctor Seeks Vengeance"), in Blue Book Magazine di Febbraio 1917.
  - "La fine di Bukawai" ("The End of Bukawai"), in Blue Book Magazine di Marzo 1917.
  - "Il leone" ("The Lion"), in Blue Book Magazine di Aprile 1917.
  - "L'incubo" ("The Nightmare"), in Blue Book Magazine di Maggio 1917.
  - "La battaglia per Teeka" ("The Battle for Teeka"), in Blue Book Magazine di Giugno 1917.
  - "Uno scherzo della giungla" ("A Jungle Joke"), in Blue Book Magazine di Luglio 1917.
  - "Tarzan libera la luna ("Tarzan Rescues the Moon"), in Blue Book Magazine di Agosto 1917.
7. Tarzan l'indomabile (Tarzan the Untamed), serializzato in sei puntate in Red Book Magazine da Marzo ad Agosto 1919; prima edizione in volume A. C. McClurg & Co., 1920. Traduzione anonima, Nuova Collana di Avventure per la Gioventù, Bemporad, 1935.
8. Tarzan il terribile (Tarzan the Terrible), serializzato in sette puntate in Argosy All-Story Weekly dal 12 Febbraio al 26 Marzo 1921; prima edizione in volume A. C. McClurg & Co., 1921. Traduzione di Elsa Linguanti, Opere Complete di Edgar Rice Burroughs 7, Giunti-Bemporad Marzocco, 21 Settembre 1972.
9. Tarzan e il leone d'oro (Tarzan and the Golden Lion), serializzato in sette puntate in Argosy All-Story Weekly dal 9 Dicembre 1922 al 20 Gennaio 1923; prima edizione in volume A. C. McClurg & Co., 1923. Traduzione di Giacomo Prampolini, Opere Complete di Edgar Rice Burroughs 7, Giunti-Bemporad Marzocco, 14 Novembre 1972.
10. Tarzan e gli uomini formica (Tarzan and the Ant Men), serializzato in sette puntate in Argosy All-Story Weekly dal 2 Febbraio al 15 Marzo 1924; prima edizione in volume A. C. McClurg & Co., 1924. Traduzione di Lilia Cabibbe, Opere Complete di Edgar Rice Burroughs 10, Giunti-Bemporad Marzocco, 24 Settembre 1973.
11. Tarzan, re della giungla (Tarzan, Lord of the Jungle), serializzato in sei puntate in Blue Book Magazine da Dicembre 1927 a Maggio 1928; prima edizione in volume A. C. McClurg & Co., 1928. Traduzione di Anna Grazia Mattei, Opere Complete di Edgar Rice Burroughs 14, Giunti-Bemporad Marzocco, 1974.
12. Tarzan e l'impero perduto (Tarzan and the Lost Empire), serializzato in cinque puntate in Blue Book Magazine da Ottobre 1928 a Febbraio 1929; prima edizione in volume Metropolitan Books, 1929. Traduzione di Esmeralda Edgell Vitali, Opere Complete di Edgar Rice Burroughs 11, Giunti-Bemporad Marzocco, 1974.
13. Tarzan al centro della Terra (Tarzan at the Earth's Core), serializzato in sette puntate in Blue Book Magazine da Settembre 1929 a Marzo 1930; prima edizione in volume Metropolitan Books, 1930[7]. Traduzione di Sofia Riva, Altair 7, Landscape Books, 2022.
14. Tarzan, Guard of the Jungle poi Tarzan the Invincible, serializzato in sette puntate in Blue Book Magazine da Ottobre 1930 a Marzo 1931; prima edizione in volume Edgar Rice Burroughs, Inc., 1931.
15. Tarzan trionfante (The Triumph of Tarzan poi Tarzan Triumphant), serializzato in sei puntate in Blue Book Magazine da Ottobre 1931 a Marzo 1932; prima edizione in volume Edgar Rice Burroughs, Inc., 1932. Traduzione di Piero Pieroni, Opere Complete di Edgar Rice Burroughs 11, Giunti-Bemporad Marzocco, 10 Maggio 1973.
16. Tarzan e la città d'oro (Tarzan and the City of Gold), serializzato in sei puntate in Argosy dal 12 Marzo al 6 Aprile 1932; prima edizione in volume Edgar Rice Burroughs, Inc., 1933. Traduzione di Piero Pieroni, Opere Complete di Edgar Rice Burroughs 12, Giunti-Bemporad Marzocco, 27 Maggio 1974.
17. Tarzan and the Lion Man, serializzato in nove puntate in Liberty dall'11 Novembre al 6 Gennaio 1934; prima edizione in volume Edgar Rice Burroughs, Inc., 1934.
18. Tarzan e gli uomini leopardo (Tarzan and the Leopard Men), serializzato in sei puntate in Blue Book Magazine da Agosto 1932 a Gennaio 1933; prima edizione in volume Edgar Rice Burroughs, Inc., 1935. Traduzione di Bernardo Draghi, Opere Complete di Edgar Rice Burroughs 16, Giunti-Bemporad Marzocco, 1975.
19. Tarzan and the Immortal Men poi Tarzan's Quest, serializzato in sei puntate in Blue Book Magazine da Ottobre 1935 a Marzo 1936; prima edizione in volume Edgar Rice Burroughs, Inc., 1936.
20. Tarzan e la città vietata (The Red Star of Tarzan poi Tarzan and the Forbidden City), serializzato in sei puntate in Argosy da 19 Marzo al 23 Aprile 1938; prima edizione in volume Edgar Rice Burroughs, Inc., 1938. Traduzione di Giacomo Prampolini, Opere Complete di Edgar Rice Burroughs 13, Giunti-Bemporad Marzocco, 1974.
21. Tarzan the Magnificent, Edgar Rice Burroughs, Inc., 1939. Fix-up di due novelle:
  - "Tarzan and the Magic Men", serializzato in tre puntate in Argosy dal 19 Settembre al 3 Ottobre 1936.
  - "Tarzan and the Elephant Men", serializzato in tre puntate in Blue Book of Fiction and Adventure di Novembre e Dicembre 1937 e Gennaio 1938.
22. Tarzan and "The Foreign Legion", Edgar Rice Burroughs, Inc., 1947.
23. Tarzan and the Madman, postumo, Canaveral Press, 1964.
24. Tarzan and the Castaways, postumo, Canaveral Press, 1965. Raccolta di tre novelle:
  - The Quest of Tarzan poi Tarzan and the Castaways, serializzato in tre puntate in Argosy dal 23 Agosto al 6 Settembre 1941.
  - "Tarzan and the Champion", in Blue Book Magazine di Aprile 1940.
  - "Tarzan and the Jungle Murders", in Thrilling Adventures di Giugno 1940.

Prima di morire Burroughs aveva avviato e mai completato un venticinquesimo testo su Tarzan (per un totale di 83 fogli dattiloscritti suddivisi in 16 capitoli); il romanzo è stato riscoperto postumo e completato da Joe R. Lansdale.
- Assassini nella Giungla (Tarzan: The Lost Adventure), postumo, serializzato in quattro fascicoli da Dark Horse Comics da Gennaio ad Aprile 1995; prima edizione in volume per lo stesso editore nello stesso anno. Traduzione di Marco Farinelli, Edizioni BD, 2008.

Alla saga principale si aggiunge infine un volume spin-off di racconti per l'infanzia:
- Tarzan and the Tarzan Twins, Canaveral Press, 1963. Raccolta di due novelle:
  - The Tarzan Twins, Golden Youth Series, P. F. Volland, 1927.
  - Tarzan and the Tarzan Twins with Jad-Bal-Ja the Golden Lion, Big Big Book, Whitman Publishing Company, 1936.

### Ciclo dellaCave Girl
Dilogia di racconti riuniti nel romanzo fix-up The Cave Girl, A. C. McClurg & Co., 1925:
1. "The Cave Girl", serializzato in tre puntate in The All-Story di Luglio, Agosto e Settembre 1913.
2. "The Cave Man", serializzato in quattro puntate in All-Story Weekly dal 31 Marzo al 21 Aprile 1917.

### Ciclo diBarney & Victoria Custer
Dittico di romanzi reciprocamente autoconclusivi ma imperniati sui medesimi personaggi; Tarzan vi appare in un cameo.
1. The Eternal Lover, A. C. McClurg & Co., 1925. Fix-up di due racconti:
  - "The Eternal Lover", in All-Story Weekly del 7 Marzo 1914.
  - "Sweetheart Primeval", serializzato in quattro puntate in All-Story Weekly dal 23 Gennaio al 13 Febbraio 1915.
2. The Mad King, A. C. McClurg & Co., 1926. Fix-up di due racconti:
  - "The Mad King", in All-Story Weekly del 21 Marzo 1914.
  - "Barney Custer of Beatrice", serializzato in tre puntate in All-Story Weekly dal 7 al 13 Agosto 1915.

### Ciclo delMucker
Dilogia di romanzi riunita nell'omnibus The Mucker, A. C. McClurg & Co., 1921:
1. The Mucker, serializzato in quattro puntate in All-Story Cavalier Weekly dal 24 Ottobre al 14 Novembre 1914.
2. The Return of the Mucker, serializzato in cinque puntate in All-Story Cavalier Weekly dal 17 Giugno al 15 Luglio 1916.

Alla serie principale si lega poi un romanzo spin-off, unito per la prima volta alla dilogia nell'omnibus postumo The Mucker Series, Bottom of the Hill Publishing, 2011:
- The Oakdale Affair, nel volume doppio The Oakdale Affair & The Rider, Edgar Rice Burroughs, Inc., 1937.

### Ciclo diPellucidar
1. Al centro della Terra (At the Earth's Core), serializzato in quattro puntate in All-Story Weekly dal 4 Aprile al 25 Aprile 1914; prima edizione in volume A. C. McClurg & Co., 1922. Traduzione di Sofia Riva, Altair 1, Landscape Books, 2021.
2. Pellucidar (Pellucidar), serializzato in cinque puntate in All-Story Cavalier Weekly dal 1º Maggio al 29 Maggio 1915; prima edizione in volume A. C. McClurg & Co., 1923. Traduzione di Sofia Riva, Altair 3, Landscape Books, 2021.
3. Tanar di Pellucidar (Tanar of Pellucidar), serializzato in sei puntate in Blue Book Magazine da Marzo a Luglio 1929; prima edizione in volume Metropolitan Books, 1930. Traduzione di Sofia Riva, Altair 5, Landscape Books, 2022.
4. Tarzan al centro della Terra (Tarzan at the Earth's Core), serializzato in sette puntate in Blue Book Magazine da Settembre 1929 a Marzo 1930; prima edizione in volume Metropolitan Books, 1930[7]. Traduzione di Sofia Riva, Altair 7, Landscape Books, 2022.
5. Ritorno all'Età della Pietra (Seven Worlds to Conquer poi Back to the Stone Age), serializzato in sei puntate in Argosy dal 9 Gennaio al 13 Febbraio 1937; prima edizione in volume Edgar Rice Burroughs, Inc., 1939. Traduzione di Sofia Riva, Altair 9, Landscape Books, 2022.
6. La terra dell'orrore (Land of Terror), Edgar Rice Burroughs, Inc., 1944. Traduzione di Sofia Riva, Altair 11, Landscape Books, 2023.
7. Selvaggia Pellucidar (Savage Pellucidar), postumo, Canaveral Press, 1963. Traduzione di Sofia Riva, Altair 13, Landscape Books, 2023. Raccolta di quattro novelle:
  - Ritorno a Pellucidar (The Return to Pellucidar), in Amazing Stories di Febbraio 1942.
  - Gli uomini dell'età del Bronzo (Men of the Bronze Age), in Amazing Stories di Marzo 1942.
  - La ragazza tigre (Tiger Girl), in Amazing Stories di Aprile 1942.
  - Selvaggia Pellucidar (Savage Pellucidar), postumo in Amazing Stories di Novembre 1963.

### Ciclo diCaspak
Trilogia di romanzi riunita nell'ominbus La terra dimenticata dal tempo (The Land that Time Forgot), A. C. McClurg & Co., 1924; traduzione di Bernardo Draghi, Opere Complete di Edgar Rice Burroughs [17], Giunti-Bemporad Marzocco, 1976. 
1. La terra dimenticata dal tempo (The Land that Time Forgot), in Blue Book Magazine di Agosto 1918.
2. Il popolo dimenticato dal tempo (The People that Time Forgot), in Blue Book Magazine di Ottobre 1918.
3. Negli abissi del tempo (Out of Time's Abyss), in Blue Book Magazine di Dicembre 1918.

### Ciclo dellaLuna
Trilogia di romanzi riunita nell'ominbus Il popolo della Luna (The Moon Maid), A. C. McClurg & Co., 1926; traduzione di Rita Botter Pierangeli, Cosmo Serie Oro. Classici della Narrativa di Fantascienza 162, Editrice Nord, 1997.
1. La fanciulla lunare (The Moon Maid), serializzato in cinque puntate in Argosy All-Story Weekly dal 5 Maggio al 2 Giugno 1923.
2. Gli uomini della Luna (The Moon Men), serializzato in quattro puntate in Argosy All-Story Weekly dal 21 Febbraio al 4 Marzo 1925.
3. Il falco rosso (The Red Hawk), serializzato in tre puntate in Argosy All-Story Weekly dal 5 al 19 Settembre 1925.

### Ciclo delWar Chief
Dilogia di romanzi mai riuniti in un omnibus tematico:
1. The War Chief, serializzato in cinque puntate in Argosy All-Story Weekly dal 16 Aprile al 14 Maggio 1927; prima edizione in volume A. C. McClurg & Co., 1927.
2. Apache Devil, serializzato in sei puntate in Argosy All-Story Weekly dal 19 Maggio al 16 Giugno 1928; prima edizione in volume Edgar Rice Burroughs, Inc., 1933.

### Ciclo diVenere
1. I pirati di Venere (Pirates of Venus), serializzato in sei puntate in Argosy dal 17 Settembre al 22 Ottobre 1932; prima edizione in volume Edgar Rice Burroughs, Inc., 1934. Traduzione di Lucia Morelli, nell'omnibus Perduti su Venere, Science Fiction Book Club I serie n. 7, Casa Editrice La Tribuna, 30 Settembre 1964.
2. Perduti su Venere (Lost on Venus), serializzato in sette puntate in Argosy dal 4 Marzo al 15 Aprile 1933; prima edizione in volume Edgar Rice Burroughs, Inc., 1935. Traduzione di Lucia Morelli, nell'omnibus Perduti su Venere, Science Fiction Book Club I serie n. 7, Casa Editrice La Tribuna, 30 Settembre 1964.
3. Carson di Venere (Carson of Venus), serializzato in sei puntate in Argosy dall'8 Gennaio al 12 Febbraio 1938; prima edizione in volume Edgar Rice Burroughs, Inc., 1939. Traduzione di Annarita Guarnieri, nell'omnibus Odissea su Venere, Cosmo Serie Oro. Classici della Narrativa di Fantascienza 134, Editrice Nord, 1993.
4. Odissea su Venere (Escape on Venus), Edgar Rice Burroughs, Inc., 1946. Traduzione di Annarita Guarnieri, nell'omnibus Odissea su Venere, Cosmo Serie Oro. Classici della Narrativa di Fantascienza 134, Editrice Nord, 1993. Fix-up di quattro racconti:
  - "Gli schiavi degli uomini-pesce" ("Slaves of the Fish-Men"), in Fantastic Adventures di Marzo 1941.
  - "La dea di fuoco" ("Goddess of Fire"), in Fantastic Adventures di Luglio 1941.
  - "Il morto vivente" ("The Living Dead"), in Fantastic Adventures di Novembre 1941.
  - "Guerra su Venere" ("War on Venus"), in Fantastic Adventures di Marzo 1942.
5. Il mago di Venere (The Wizard of Venus), postumo nella raccolta Tales of Three Planets, Canaveral Press, 1964. Traduzione di Annarita Guarnieri, nell'omnibus Odissea su Venere, Cosmo Serie Oro. Classici della Narrativa di Fantascienza 134, Editrice Nord, 1993.

### Beyond the Farthest Star
Dilogia di novelle riunite postume nell'omnibus Beyond the Farthest Star, Ace Books, 1965:
1. Beyond the Farthest Star, in Blue Book Magazine di Gennaio 1942.
2. Tangor Returns, postumo nella raccolta Tales of Three Planets, Canaveral Press, 1964.

### Romanzi e novelle autoconclusivi
- The Outlaw of Torn, serializzato in cinque puntate in New Story Magazine da Gennaio a Maggio 1914; prima edizione in volume A. C. McClurg & Co., 1927.
- The Man Eater, serializzato in sei puntate in New York Evening World dal 15 al 20 Novembre 1915; prima edizione in volume postuma Lloyd A. Eshbach, 1955.
- Beyond Thirty, in All Around Magazine di Febbraio 1916; prima edizione in volume postuma e con tagli Lloyd A. Eshbach, 1955; prima edizione in volume integrale ERBville Press, 2013.
- The Girl from Farris's, serializzato in quattro puntate in All-Story Weekly dal 23 Settembre al 14 Ottobre 1916; prima edizione in volume Wilma Company, 1959.
- The Lad and the Lion, serializzato in tre puntate in All-Story Weekly dal 30 Giugno al 14 Luglio 1917; espanso per la prima edizione in volume Edgar Rice Burroughs, Inc., 1938.
- The Rider, serializzato in tre puntate in All-Story Weekly dal 14 al 28 Dicembre 1918; prima edizione in volume nel volume doppio The Oakdale Affair & The Rider, Edgar Rice Burroughs, Inc., 1937.
- The Efficiency Expert, serializzato in quattro puntate in Argosy All-Story Weekly dall'8 al 29 Ottobre 1921; prima edizione in volume postuma House of Greystoke, 1966.
- Beware!, composto nel 1922 con lo pseudonimo di John Tyler McCulloch ma prima edizione postuma in Burroughs Bulletin 39, Luglio 1974; una redazione modificata da Raymond A. Palmer era già apparsa come The Scientists Revolt in Fantastic Adventures di Luglio 1939.
- The Girl from Hollywood, serializzato in sei puntate in Munsey's Magazine da Giugno a Novembre 1922; prima edizione in volume The Macaulay Company, 1923.
- Marcia of the Doorstep, composto nel 1924 ma prima edizione postuma Donald M. Grant, 1999.
- The Bandit of Hell's Bend, serializzato in sei puntate in Argosy All-Story Weekly dal 13 Settembre al 18 Ottobre 1924; prima edizione in volume A. C. McClurg & Co., 1925.
- The Monster Men, A. C. McClurg & Co., 1929[8].
- The Land of Hidden Men, serializzato in sei puntate in Blue Book Magazine da Maggio a Settembre 1931; prima edizione in volume revisionata e rintitolata Jungle Girl, Edgar Rice Burroughs, Inc., 1932.
- The Deputy Sheriff of Comanche County, serializzato in tre puntate in Thrilling Adventures di Marzo, Aprile e Maggio 1940; prima edizione in volume Edgar Rice Burroughs, Inc., 1940.
- I am a Barbarian, postumo, Edgar Rice Burroughs, Inc., 1967.
- Pirate Blood, postumo nel volume doppio The Wizard of Venus & Pirate Blood, Ace Books, 1970.

### Drammaturgie
- You Lucky Girl!: A Love Story in Three Acts, dramma teatrale composto nel 1927 ma prima messa in scena nel 1997 e prima pubblicazione in volume Donald M. Grant, 1999.
- La figlia della jungla, 1941. Soggetto cinemetografico tratto dal romanzo Jungle Girl (1931-1932).